# Sabas Marín y González
Sabas Marín y González, marqués de Marín (Cartagena, 22 de agosto de 1831 – Madrid, 7 de enero de 1901), fue un militar español y capitán general de la isla de Cuba en dos periodos, entre 1887 y 1889 y en 1896 de forma provisional, y gobernador de Puerto Rico.

## Biografía
Hijo del coronel del Real cuerpo de artillería Alfonso Sabas Marín y de María González Momplet, Sabas Marín entró en el ejército a muy temprana edad. Condecorado con la Cruz de San Fernando de primera clase, en su primer mandato de gobierno en Cuba luchó fuertemente contra la corrupción administrativa, a tal punto que a fin de hacer valer su autoridad en un acto de fuerza puso cerco a la aduana y ocupó militarmente el edificio.
En 1882 fue nombrado gobernador civil de la provincia de Santa Clara, en Cuba. En esa época contrajo matrimonio con Matilde de León y Gregorio, cubana oriunda de la ciudad de Trinidad, una criolla hija de Carlos de León y Navarrete, coronel de caballería de los ejércitos nacionales y administrador general de Correos y Caminos.
En 1889 fue sustituido de su cargo y en su lugar fue nombrado el general Manuel Salamanca y Negrete, hasta que en 1896, al ser relevado el general Arsenio Martínez Campos, volvió a ejercer interinamente el mando superior de la isla hasta la llegada del nuevo sucesor Valeriano Weyler, marqués de Tenerife y duque de Rubí.
En 1891 fue nombrado senador por la provincia de Murcia.
En 1898 regresó a España, donde fallecería en la ciudad de Madrid poco tiempo después. Sus restos se encuentran en el Cementerio de San Justo (Madrid).